# El almuerzo (Boucher)
El almuerzo es una obra de género pintada en 1739 por el maestro François Boucher.

## Descripción
Habituado a plasmar escenas pastoriles bucólicas y temas mitológicos cargados de erotismo que causaban indignación entre los conservadores, el pintor plasmó en esta ocasión una escena doméstica y familiar llena de serenidad, en un acomodado entorno burgués.
Mientras la luz de la mañana en la ventana ilumina una estancia elegantemente hogareña, los personajes escenifican gestos cotidianos. La mujer a la derecha, probablemente la madre de familia, con los hombros cubiertos por una mañanita roja, vigila a una niña pequeña que juega con un caballito con ruedas y una muñeca, ajena al estricto acto del desayuno. A la izquierda, otra mujer alimenta a otra niña. Al fondo, ante la chimenea, el criado parece más atento a la niña de los juguetes que al recipiente que sostiene con el café o chocolate recién calentado. Las niñas aparecen tranquilas y los tres adultos tienen un aspecto juvenil.
Predominan los ocres y dorados, el espejo y el gran ventanal aumentan la sensación de brillo y calma. En la decoración a la moda de la estancia, llama la atención la figura de porcelana, un Buda en la estantería situada bajo el reloj y tras el sirviente, una chinoserie rara y exótica entre las que se pusieron de moda durante el Rococó.

## El nuevo niño y el nacimiento del desayuno moderno
La escena podría parecer banal e intrascendente, pero ilustra la nueva mentalidad sobre la relación paternofilial. Hasta entonces, los niños eran vistos como adultos en miniatura, cuya escasa inteligencia debía ser aumentada y educada con severidad, como se entrenaba a los animales domésticos. Entre las clases altas, los niños eran entregados sucesivamente a medida que crecían a amas de cría, niñeras, maestros y tutores, y en muchas ocasiones el lazo afectivo con unos padres distantes era poco más que una hipócrita formalidad. Algunos expertos consideran que servía como una protección más o menos consciente para evitar el probable dolor psicológico en un tiempo de alta mortalidad infantil. Sin embargo, los filósofos ilustrados del siglo XVIII se dieron cuenta de la importancia de esa etapa vital para el desarrollo, recomendando tratar a los hijos con afecto y educarlos con cariño para dar lugar a una persona en plenitud y felicidad; siguiendo los nuevos modos, aquí los pequeños ya están con unos progenitores que les atienden personalmente con dedicación.
También muestra una innovación gastronómica igualmente crucial. El creador del desayuno moderno, tomado temprano y consistente básicamente en una bebida caliente con un panecillo, fue el rey Luis XV. En el siglo XVIII solía ser, en orden de popularidad, chocolate, café con leche o té. Hasta entonces, se solía desayunar casi a media mañana, en muchos casos con las sobras de la cena recalentadas. La costumbre del rey pronto fue imitada por la alta sociedad parisina, y de allí al resto del país, de Europa y América, y posteriormente, con la colonización y la globalización, en un hecho mundial.